# 定福寺
定福寺（じょうふくじ）は高知県長岡郡大豊町粟生に所在する寺院である。真言宗智山派。本尊は阿弥陀如来。新四国曼荼羅霊場第61番札所である。

## 概要
寺伝では、聖武天皇の勅願により行基が神亀元年（724年）に開山されたとされている。本尊の阿弥陀如来の脇には薬師如来・地蔵菩薩が安置されていて、いずれも仁平年間（1151年 - 1153年）に作られた。往時の境内には、本堂・仁王門・鐘楼堂・11面観音堂・教院など諸堂が12あり、仁王門の下には大門があったとある。また西光寺が現在の東土居にあり、東の坊・中の坊など坊が定福寺の近辺にあり、現在でも屋号としてそれらは残っている。

## 境内
- 山門：仁王門
- 本堂：本尊を拝顔でき、中で参拝できる。
- 大師堂：庫裡であり持仏堂でもあり、中で参拝できる。
- 熊野神社
- 宝物館
- 万葉植物園：日本で7番目に整備された万葉植物園で境内自体である。
- 大賀ハス：千葉市検見川の遺跡で、有史以前－原始時代から埋もれていたハスの実を植物学の大賀一郎博士が発芽育成したもの。

- 宿坊：あり。1963年からユースホステルとなり[2]、宿泊者が「5大修行」を体験できることで知られていた[3]が、2002年3月限りでユースホステルとしての営業は終了した[2]。
- 駐車場：約15台

山門の左の車道を上がって行くと本堂の段に駐車場があり、駐車場の前に熊野神社の鳥居と社殿があり、その向こうを数段上がると本堂がある。本堂を背に道路を渡ると左に受付小屋、右に鐘楼あり、階段を下って小さな左の門をくぐると庫裡でもある大師堂があり、その入口脇に納経所がある。

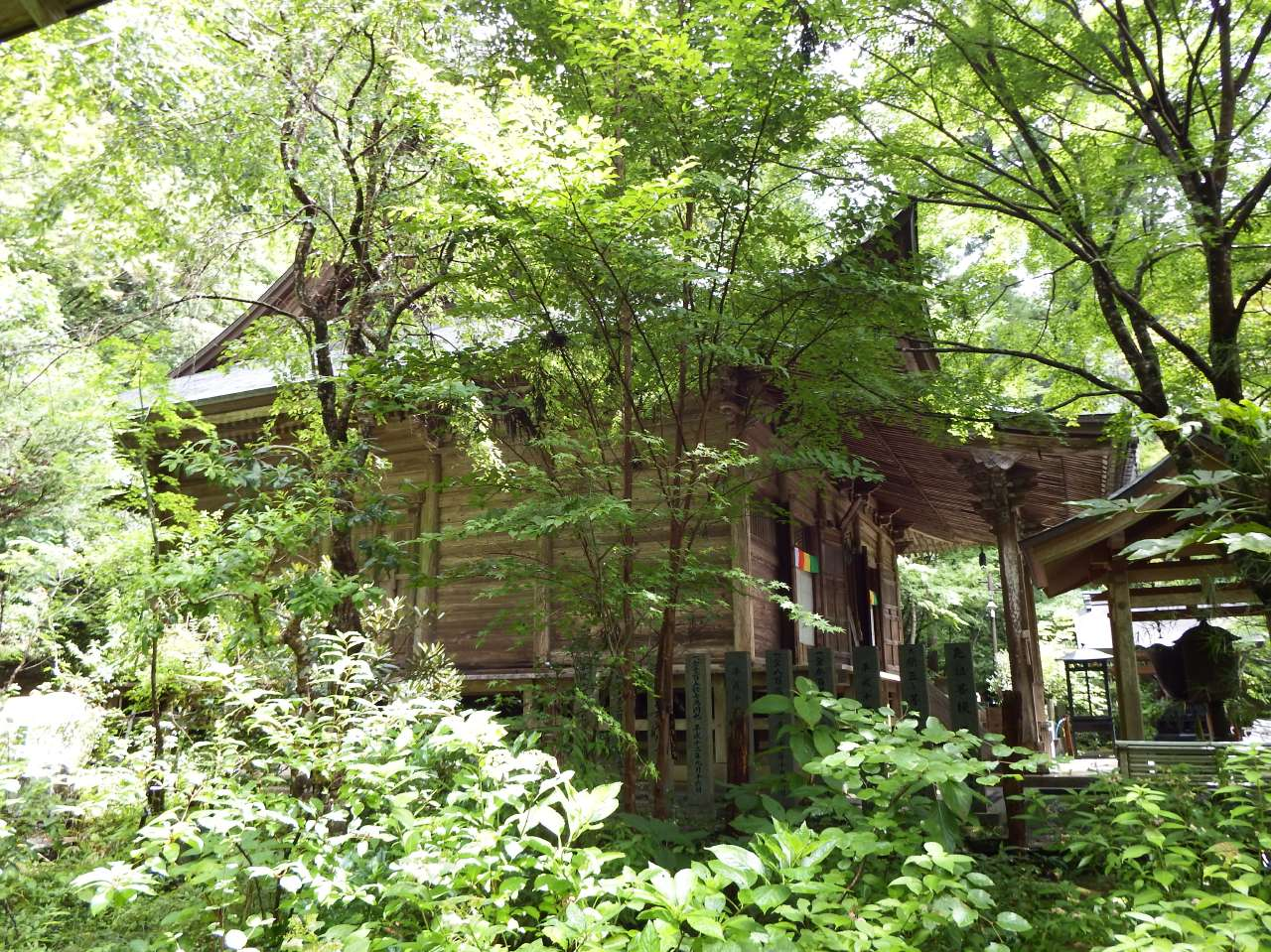
本堂
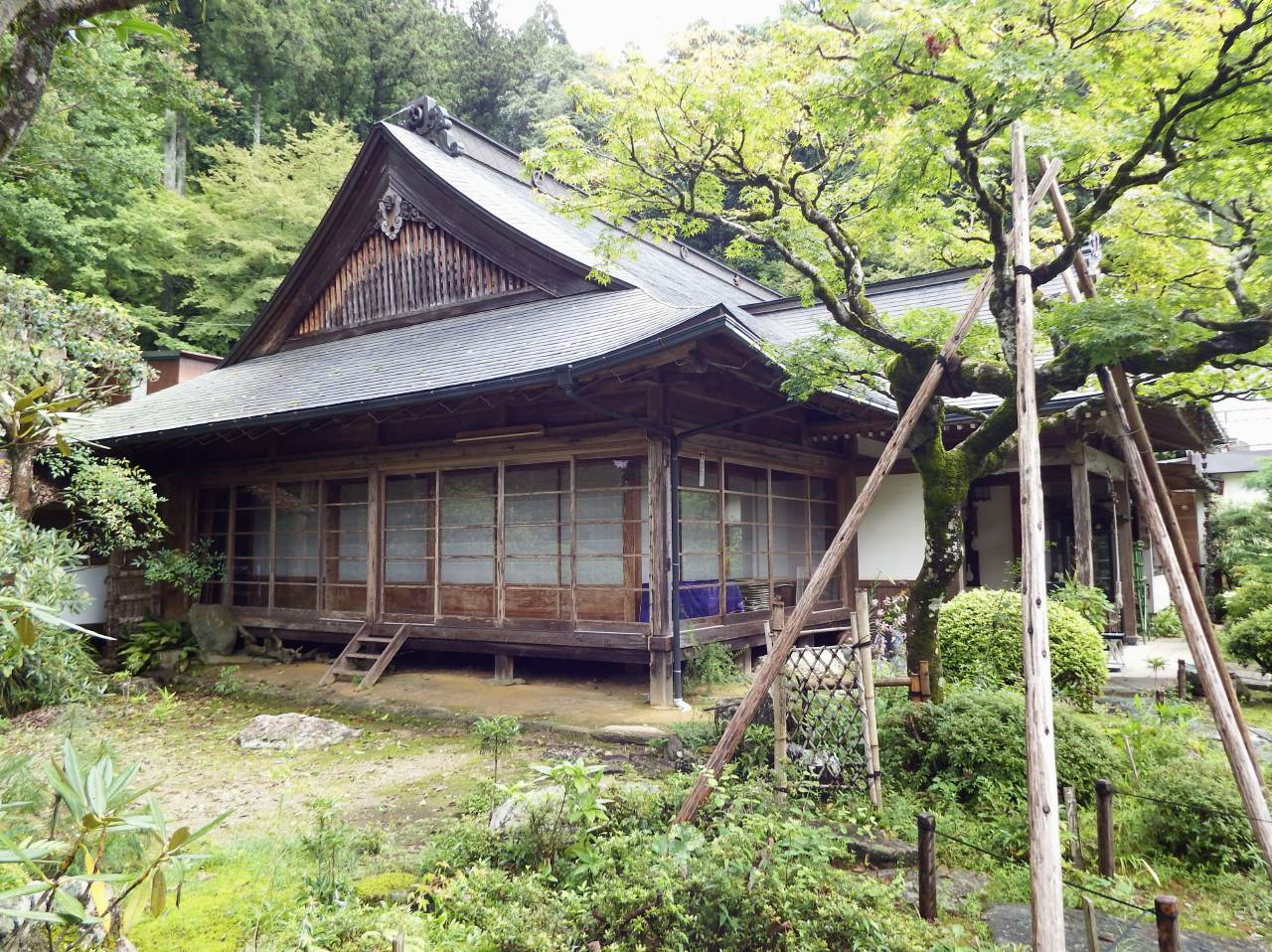
大師堂（庫裡）
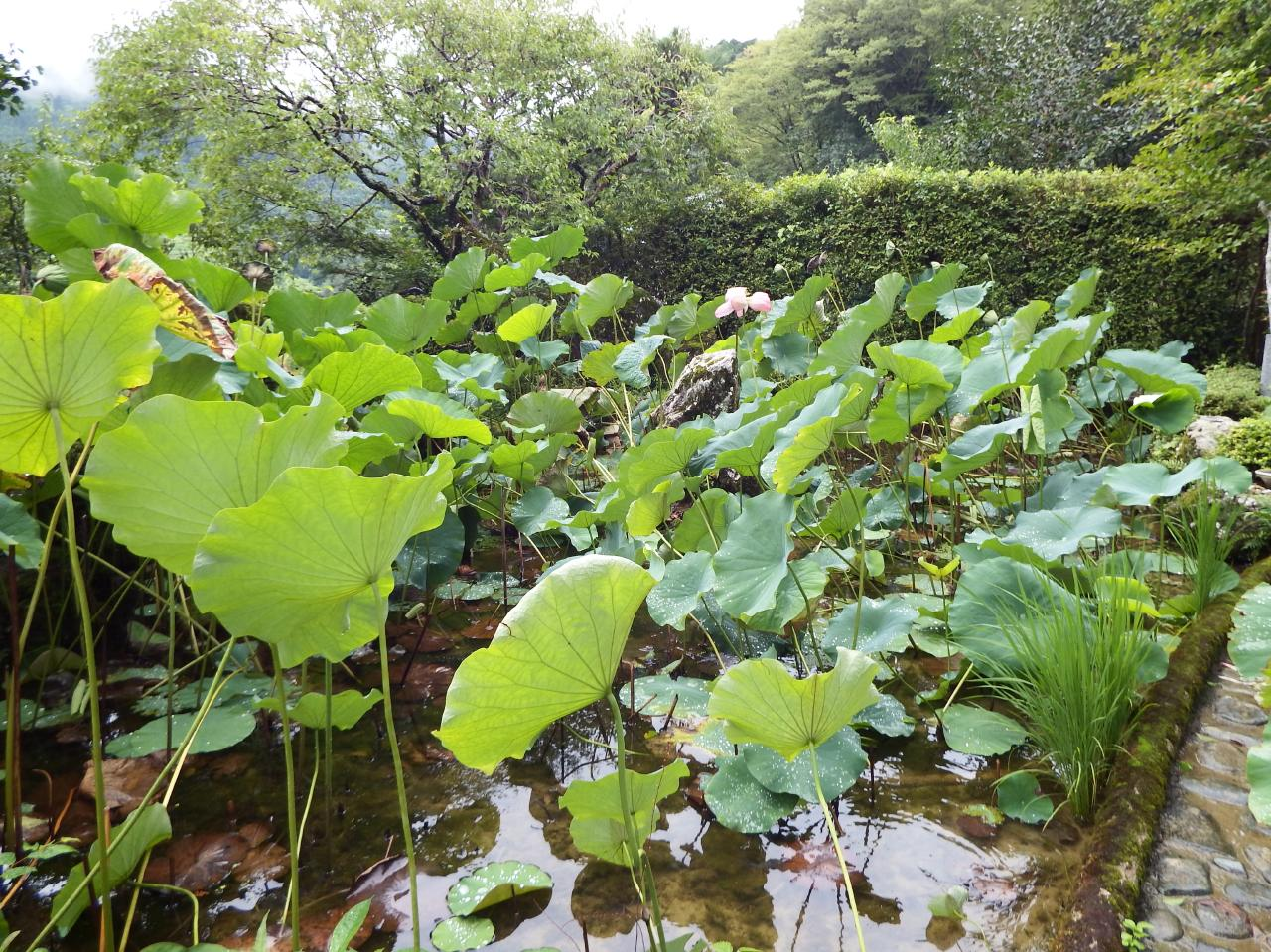
大賀蓮（二千年ハス）

## 奥の院
定福寺の奥の院：仏岳山遍照院は弘法大師が修行した山として「加持ヶ峰（梶ケ森）」の７合目付近から山頂近くにかけてある。（本尊の十一面観音菩薩立像と弘法大師神童坐像は定福寺宝物館に所蔵）
- 奥の院・御影堂：投入堂のような様相で、岩壁の中に張り付いている。1879年（明治12年）建立。
- ごろごろ八丁：奥の院から御影堂へはこの急坂を上って行く
- 奥の院・観音堂と通夜殿
- 龍王の滝：落差16m、日本の滝百選

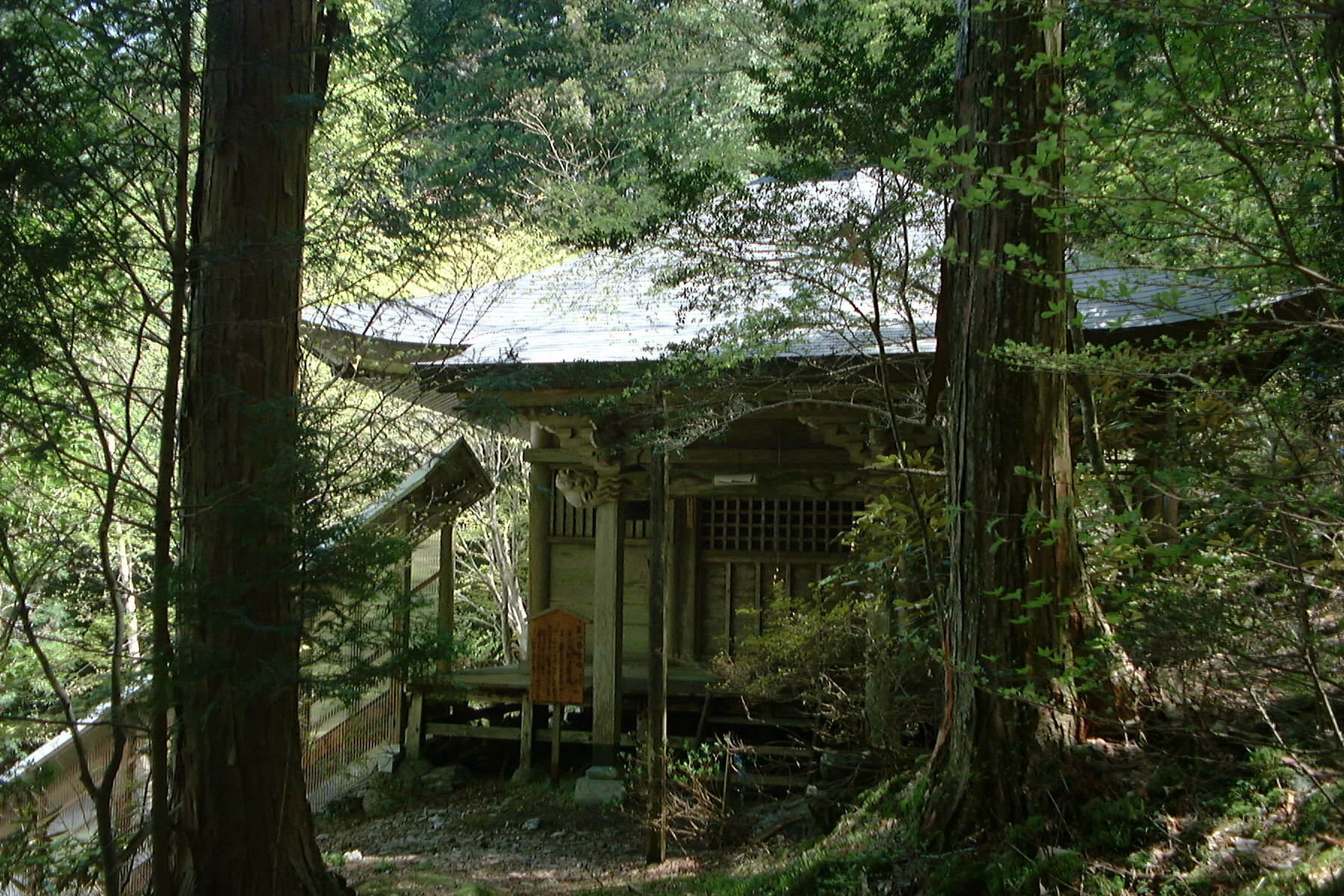
奥の院・観音堂
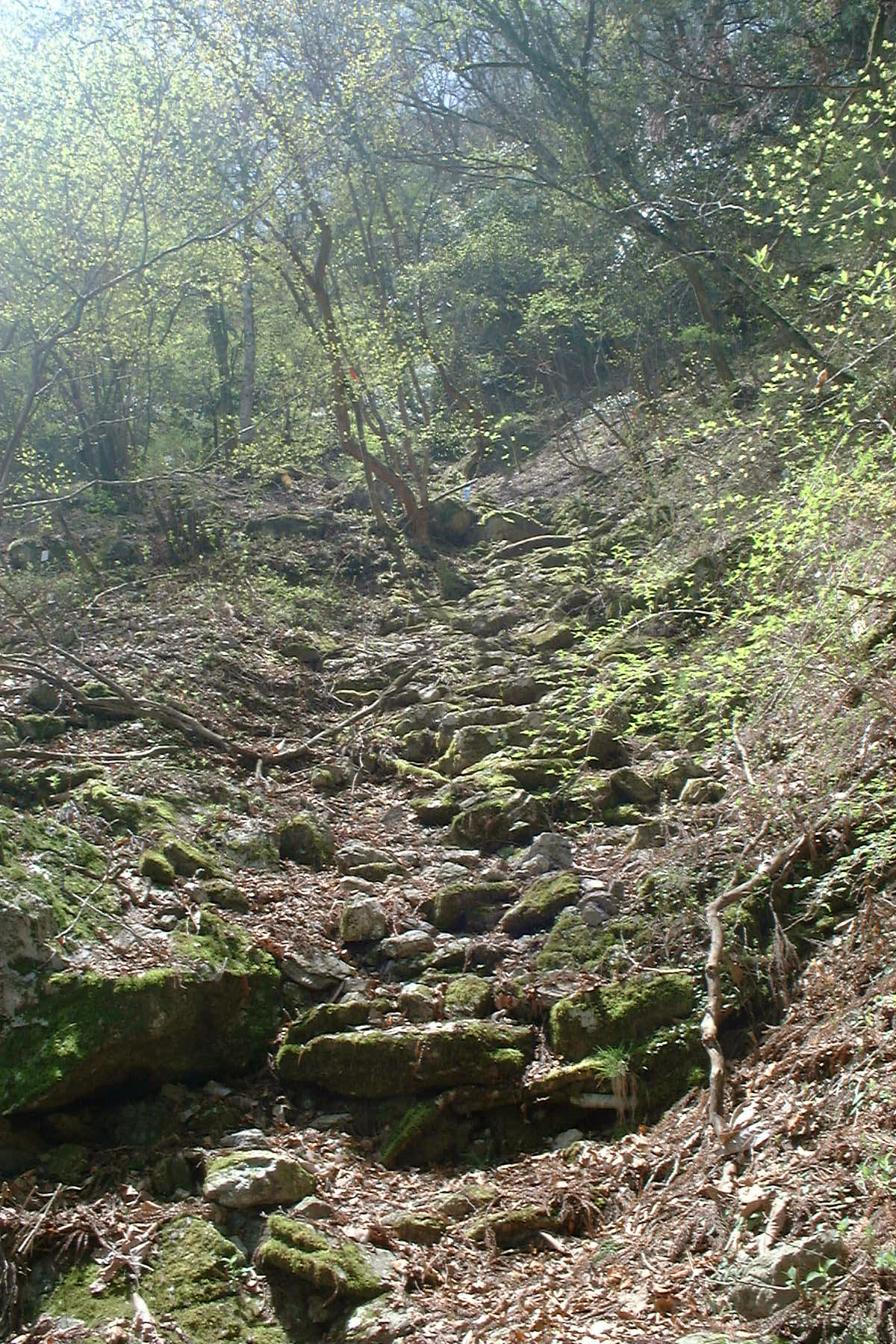
ごろごろ八丁
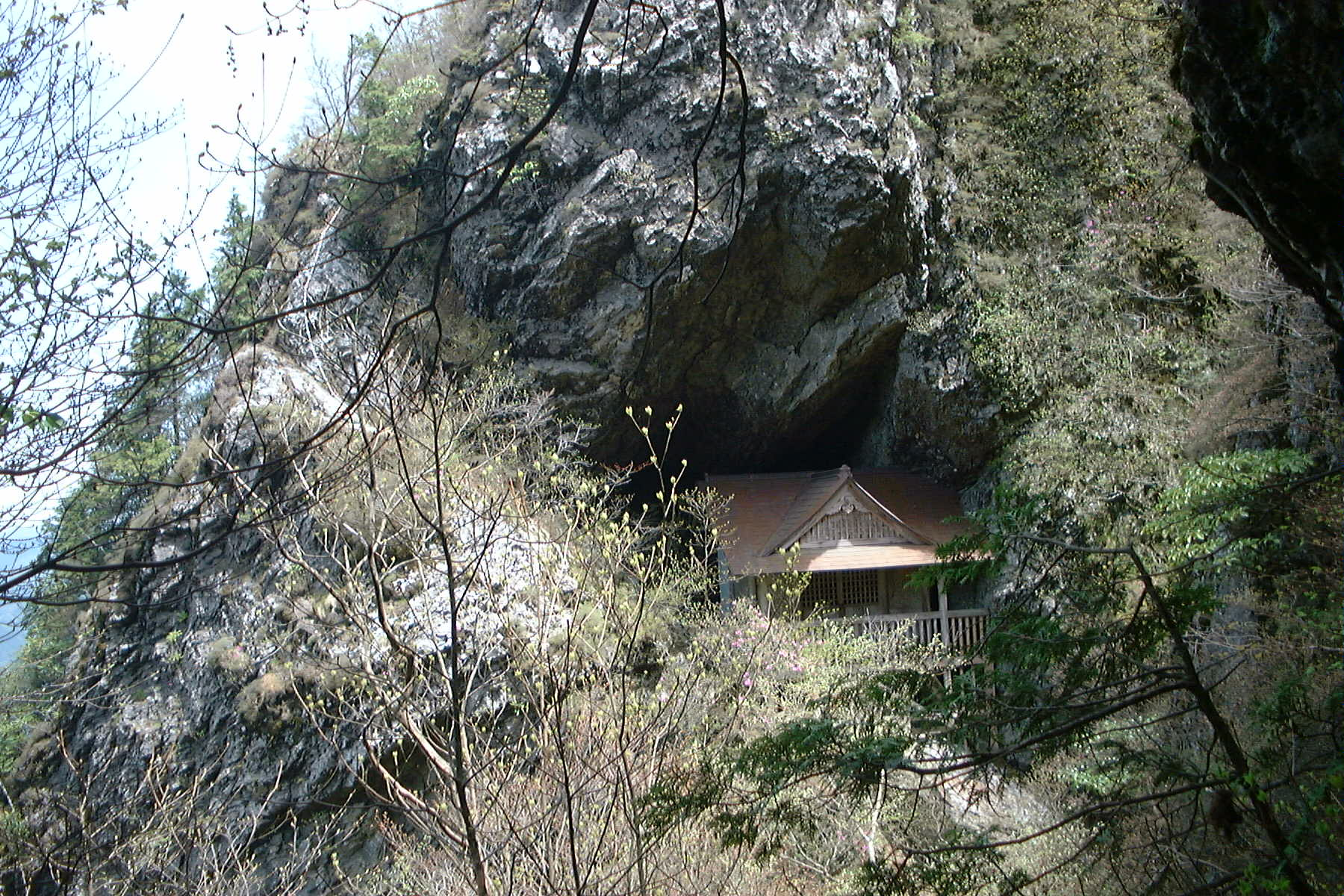
御影堂
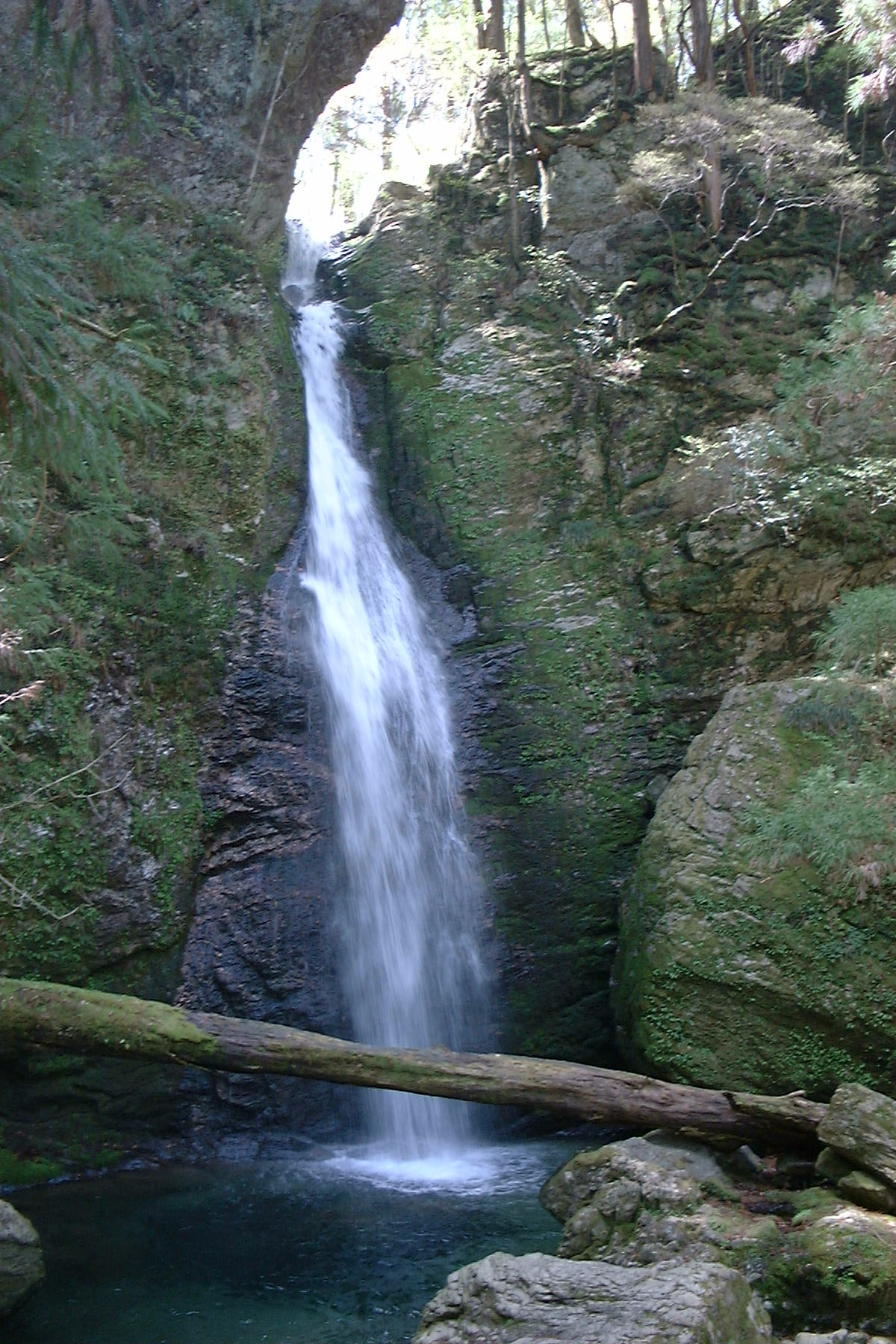
龍王の滝

- ＜コース＞定福寺本寺→2.8km→龍王の滝駐車場→徒歩10分→龍王の滝→登山15分→奥の院観音堂→ごろごろ八丁→御影堂→梶ヶ森山荘→頂上
- 注）観音堂から「真名井の滝」へ進むと御影堂は通らず見えない。御影堂は岩壁の上にあり、また険しい登山道のため見過ごしやすいので注意。観音堂から梶ヶ森山荘へは個人差があるがおおむね１時間ほど。

## 文化財

### 高知県指定保護有形文化財
- 木造阿弥陀如来坐像 - 本尊、檜の寄木造り、彫眼、像高117.8cm、平安時代後期作、昭和38年7月5日指定
- 木造薬師如来坐像 - 本尊の左脇（向って右）に安置、檜の一木造り、彫眼、像高109.5cm、昭和38年7月5日指定
- 木造地蔵菩薩半跏像 - 本尊の右脇（向って左）に安置、像高105.4cm　檜の一木造り、彫眼、古色で内刳りを施す、平安時代後期、昭和38年7月5日指定
- 木造地蔵菩薩立像 - 六地蔵（笑い地蔵）、檜の一木造、素地、像高は111.5cm - 114.2cm、鎌倉時代作、昭和38年7月5日指定
- 木造聖徳太子立像 - 像高117cm、檜の寄木造、彫眼の彩色像で、内刳りを施す、南北朝時代作、平成14年3月29日指定
- 木造不動明王立像 - 平成14年3月29日指定
- 木造毘沙門天立像 - 平成14年3月29日指定

### 登録有形文化財（国登録）
- 本堂 - 安永8年（1779年）建立、平成25年6月21日登録
- 庫裡（大師堂） - 江戸末期建立の明治18年移築、平成25年6月21日登録

## 前後の札所
新四国曼荼羅霊場
60番 閑慶院 ---- 61番 定福寺 ---- 62番 持性院